# Костёр в канун летнего солнцестояния на пляже Скагена
«Костёр в канун летнего солнцестояния на пляже Скагена» (дат. Sankt Hansblus på Skagen strand) — картина датского художника Педера Северина Кройера, написанная в 1906 году. На создание этой масштабной работы ушло несколько лет. На картине изображены многие члены датской группы художников, известной как «Скагенские художники», а также влиятельные представители скагенского общества.

## Предыстория
Художники Скагена представляли собой сплочённую группу преимущественно датских художников, которые с конца 1870-х годов собирались каждое лето в рыбацкой деревне Скаген на самом севере Ютландии, рисуя местных рыбаков, а также свои собственные встречи и праздники. Педер Северин Кройер (1851–1909), родившийся в норвежском Ставангере, но выросший в Копенгагене, впервые приехал в Скаген в 1882 году и возвращался туда почти каждое лето, окончательно поселившись там после женитьбы на Мари Триепке в 1889 году. К этому времени он уже приобрёл широкую известность благодаря своим картинам с рыбаками в Хорнбеке (северное побережье Зеландии) и находился под влиянием идей импрессионистов, с которыми познакомился во время своих путешествий по Франции. В Скагене Кройер занял важнейшее место и стал наиболее увлечённым в группе «Скагенских художников». Он создал  целый ряд шедевров, в которых уделял особое внимание местным световым эффектам, отображая их в своих пляжных сценах. Кроме того, он писал работы, запечатляя в них оживлённые посиделки художников своего круга.

## Описание
На картине изображено множество представителей колонии художников, а также местных жителей, собравшихся вокруг костра, традиционно разводимого во время празднования летнего солнцестояния, которое в Дании отмечается в День Святого Ганса. На левой части полотна изображены деятели искусства и авторитетные жители деревни, на правой части — остальные жители. Ещё в 1892 году Кройер сделал набросок этой сцены, но ему потребовалось 14 лет, чтобы завершить большую картину размером 149,5 на 257 см.
В своей книге «Северное сияние» Лиза Сванхольм рассказывает, что в 1903 году Кройер взял с собой на пляж в Скагене мольберт и провёл там несколько часов, делая большую зарисовку будущего полотна.
На переднем плане картины Вибеке, дочь Кройера, стоит перед Вальдемаром Триепке, братом Мари Кройер, и рядом с Вальтером Шварцем, сыном мэра. Далее располагаются Отто и Альба Шварц, затем Микаэль Анкер в соломенной шляпе рядом с Дегн Брёндум, владельцем местной гостиницы. В следующем ряду — дочь Брондума, Анна Анкер в зелёной шали, Генри Бродерсен, затем жена казначея и, в конце ряда, Шредер, почтмейстер со своей маленькой женой Софи. Помимо художников, на картине изображены писатель Хольгер Драхман, глава спасательной службы капитан П. К. Нильсен и казначей города Бродерсена со своей невесткой, Детлеф Юргенсен. На правой части полотна можно видеть художника Лаурица Туксена с Фредерике, с удивлением взирающей на своего мужа. Туксен делает набросок сцены, результатом которого стала работа, которую ныне можно увидеть в музее Скагена ( «Крёйер рисует костер в летнее время», 1906). Красно-оранжевое пламя устремлено в сторону Хуго Альвена, держащего Мари под руку. Та опирается на рыбацкую лодку.

## Оценка
Картина занимает важное место в коллекции музея Скагена, хотя сам Кройер считал своё полотно слишком тёмным. Особое внимание он обращал на небо, которое, по его мнению, должно было быть ярче. С одной стороны Кройер не относил эту картину к своим лучшим работам, а с другой стороны верил в то, что она будет иметь большое историческое значение. По воспоминаниям Вибеке, дочери художника, подписав картину, Кройер устроил большой праздник, на котором Драхман швырнул свой стакан на пол. На что Кройер якобы ответил: «Я считаю, Драхман, что вам следует дважды подумать, прежде чем швырять чужие стаканы на пол. Это не ваша заслуга, что они не разбились».
Со временем эта картина Кройера стала считаться среди исследователей одним из важнейших произведений художников Скагена. Мортен Расмуссен в своей статье в Kristeligt Dagblad отмечает, что эта работа считается «величайшим произведением» Кройера, представляющим собой отображением его собственной жизни и отдающим дань уважения людям, которые содействовали его успеху.